# Zachary Santo

a Compétitions nationales et continentales officielles uniquement.

b Matchs officiels uniquement.
Zachary Santo, né le 8 avril 1993 à Townsville (Australie), est un joueur de rugby à XIII australien  évoluant au poste d'arrière dans les années 2010 et 2020.
Révélé des son plus jeune âge, il intègre le club des North Queensland Cowboys qui dispute alors le titre de National Rugby League (« NRL »), remporté lors de la saison 2015. Il rejoint par la suite Canberra Raiders mais n'y dispute que deux rencontres durant deux puis signe aux  New Zealand Warriors où il ne bénéficie pas de feuille de match. Après cinq saisons où il reste cantonné aux équipes réserves de NRL avec seulement trois rencontres disputées dans cette dernière, il se saisit en 2019 de l'opportunité de poursuivre sa carrière en France au XIII Limouxin par l'entremise de Daniel Wagon, australien ancien joueur du XIII Limouxin. Il se découvre capitaine et permet au club limouxin de devenir l'un des places fortes du Championnat de France avec son compatriote Patrick Templeman. Après une finale de Championnat de France perdue en 2022, saison où il est nommé « meilleur joueur » du Championnat par le journal L'Indépendant, Z. Santo et ses coéquipiers remportent l'édition 2023. Il signe alors au Toulouse Olympique XIII avec lesquels ils perdent en finale de la Championship 2023 avant de revenir au XIII Limouxin.
Installé en France depuis 2019, il répond positivement à une convocation de l'équipe de France en février 2025 contre le Maroc.

## Palmarès
- Collectif : 
  - Vainqueur de la National Rugby League : 2015 (North Queensland).
  - Vainqueur du Championnat de France : 2023 (Limoux).
  - Finaliste du Championship : 2023 (Toulouse).
  - Finaliste du Championnat de France : 2022 (Limoux).
  - Finaliste de la Queensland Cup : 2015 (Townsville).

- Individuel : 
  - Meilleur joueur du Championnat de France : 2022 (Limoux).

### Détails en sélection
| Matchs internationaux de Zachary Santo | Matchs internationaux de Zachary Santo | Matchs internationaux de Zachary Santo | Matchs internationaux de Zachary Santo | Matchs internationaux de Zachary Santo | Matchs internationaux de Zachary Santo | Matchs internationaux de Zachary Santo | Matchs internationaux de Zachary Santo | Matchs internationaux de Zachary Santo | Matchs internationaux de Zachary Santo | Matchs internationaux de Zachary Santo | Matchs internationaux de Zachary Santo |
|                                        | Date                                   | Adversaire                             | Résultat                               | Compétition                            | Poste                                  | Points                                 | Essais                                 | Pen.                                   | Drops                                  |                                        |                                        |
| -------------------------------------- | -------------------------------------- | -------------------------------------- | -------------------------------------- | -------------------------------------- | -------------------------------------- | -------------------------------------- | -------------------------------------- | -------------------------------------- | -------------------------------------- | -------------------------------------- | -------------------------------------- |
| sous les couleurs de la France         |                                        |                                        |                                        |                                        |                                        |                                        |                                        |                                        |                                        |                                        |                                        |
| 1.                                     | 22 février 2025                        | Maroc                                  | 34-10                                  | Test-match                             | Arrière                                | -                                      | -                                      | -                                      | -                                      |                                        |                                        |

### Détails en club
| Saison    | Saison                                                                     | Championnat                                                                | Championnat                                                                | Championnat                                                                | Championnat                                                                | Championnat                                                                | Championnat                                                                | Championnat                                                                | Coupe                                                                      | Coupe                                                                      | Sélection                                                                  | Sélection                                                                  | Sélection                                                                  | Sélection                                                                  | Sélection                                                                  | Sélection                                                                  | Sélection                                                                  |
| Saison    | Saison                                                                     | Comp.                                                                      | Class.                                                                     | M                                                                          | Pts                                                                        | Ess.                                                                       | Buts                                                                       | Dp.                                                                        | Comp.                                                                      | Class.                                                                     | Comp.                                                                      | M                                                                          | Pts                                                                        | Ess.                                                                       | Buts                                                                       | Dp.                                                                        |                                                                            |
| --------- | -------------------------------------------------------------------------- | -------------------------------------------------------------------------- | -------------------------------------------------------------------------- | -------------------------------------------------------------------------- | -------------------------------------------------------------------------- | -------------------------------------------------------------------------- | -------------------------------------------------------------------------- | -------------------------------------------------------------------------- | -------------------------------------------------------------------------- | -------------------------------------------------------------------------- | -------------------------------------------------------------------------- | -------------------------------------------------------------------------- | -------------------------------------------------------------------------- | -------------------------------------------------------------------------- | -------------------------------------------------------------------------- | -------------------------------------------------------------------------- | -------------------------------------------------------------------------- |
| 2014      | North Queensland                                                           | NRL                                                                        | 2e tour                                                                    | 1                                                                          | -                                                                          | -                                                                          | -                                                                          | -                                                                          |                                                                            |                                                                            |                                                                            |                                                                            |                                                                            |                                                                            |                                                                            |                                                                            |                                                                            |
| 2015      | North Queensland                                                           | NRL                                                                        | Champion                                                                   | 0                                                                          | -                                                                          | -                                                                          | -                                                                          | -                                                                          |                                                                            |                                                                            |                                                                            |                                                                            |                                                                            |                                                                            |                                                                            |                                                                            |                                                                            |
| 2016      | Canberra Raiders                                                           | NRL                                                                        | Finale prél.                                                               | 1                                                                          | -                                                                          | -                                                                          | -                                                                          | -                                                                          |                                                                            |                                                                            |                                                                            |                                                                            |                                                                            |                                                                            |                                                                            |                                                                            |                                                                            |
| 2017      | Canberra Raiders                                                           | NRL                                                                        | 10e                                                                        | 1                                                                          | -                                                                          | -                                                                          | -                                                                          | -                                                                          |                                                                            |                                                                            |                                                                            |                                                                            |                                                                            |                                                                            |                                                                            |                                                                            |                                                                            |
| 2017      | New Zealand Warriors                                                       | NRL                                                                        | 13e                                                                        | 0                                                                          | -                                                                          | -                                                                          | -                                                                          | -                                                                          |                                                                            |                                                                            |                                                                            |                                                                            |                                                                            |                                                                            |                                                                            |                                                                            |                                                                            |
| 2018      | New Zealand Warriors                                                       | NRL                                                                        | 1er tour                                                                   | 0                                                                          | -                                                                          | -                                                                          | -                                                                          | -                                                                          |                                                                            |                                                                            |                                                                            |                                                                            |                                                                            |                                                                            |                                                                            |                                                                            |                                                                            |
| 2018-2019 | Zachary Santo joue uniquement dans les divisions inférieures en Australie. | Zachary Santo joue uniquement dans les divisions inférieures en Australie. | Zachary Santo joue uniquement dans les divisions inférieures en Australie. | Zachary Santo joue uniquement dans les divisions inférieures en Australie. | Zachary Santo joue uniquement dans les divisions inférieures en Australie. | Zachary Santo joue uniquement dans les divisions inférieures en Australie. | Zachary Santo joue uniquement dans les divisions inférieures en Australie. | Zachary Santo joue uniquement dans les divisions inférieures en Australie. | Zachary Santo joue uniquement dans les divisions inférieures en Australie. | Zachary Santo joue uniquement dans les divisions inférieures en Australie. | Zachary Santo joue uniquement dans les divisions inférieures en Australie. | Zachary Santo joue uniquement dans les divisions inférieures en Australie. | Zachary Santo joue uniquement dans les divisions inférieures en Australie. | Zachary Santo joue uniquement dans les divisions inférieures en Australie. | Zachary Santo joue uniquement dans les divisions inférieures en Australie. | Zachary Santo joue uniquement dans les divisions inférieures en Australie. | Zachary Santo joue uniquement dans les divisions inférieures en Australie. |
| 2019-2020 | XIII Limouxin                                                              | CHF                                                                        | Édition annulée                                                            | 12                                                                         | 42                                                                         | 8                                                                          | 5                                                                          | -                                                                          | Éd. annulée                                                                | Éd. annulée                                                                |                                                                            |                                                                            |                                                                            |                                                                            |                                                                            |                                                                            |                                                                            |
| 2020-2021 | XIII Limouxin                                                              | CHF                                                                        | 1er tour                                                                   | 13                                                                         | 44                                                                         | 11                                                                         | -                                                                          | -                                                                          | Éd. annulée                                                                | Éd. annulée                                                                |                                                                            |                                                                            |                                                                            |                                                                            |                                                                            |                                                                            |                                                                            |
| 2021-2022 | XIII Limouxin                                                              | CHF                                                                        | Finaliste                                                                  | 18                                                                         | 88                                                                         | 16                                                                         | 12                                                                         | -                                                                          | Éd. annulée                                                                | Éd. annulée                                                                |                                                                            |                                                                            |                                                                            |                                                                            |                                                                            |                                                                            |                                                                            |
| 2022-2023 | XIII Limouxin                                                              | CHF                                                                        | Champion                                                                   | 13                                                                         | 42                                                                         | 10                                                                         | 1                                                                          | -                                                                          | 2023                                                                       | 1/2 finale                                                                 |                                                                            |                                                                            |                                                                            |                                                                            |                                                                            |                                                                            |                                                                            |
| 2022-2023 | Toulouse olympique XIII                                                    | Championship                                                               | Finaliste                                                                  | 12                                                                         | 48                                                                         | 10                                                                         | 4                                                                          | -                                                                          |                                                                            |                                                                            |                                                                            |                                                                            |                                                                            |                                                                            |                                                                            |                                                                            |                                                                            |
| 2023-2024 | XIII Limouxin                                                              | CHF                                                                        | 1/2 finale                                                                 | 15                                                                         | 30                                                                         | 5                                                                          | 5                                                                          | -                                                                          | 2024                                                                       | 1/4 finale                                                                 |                                                                            |                                                                            |                                                                            |                                                                            |                                                                            |                                                                            |                                                                            |
| 2024-2025 | XIII Limouxin                                                              | CHF                                                                        | 1/2 finale                                                                 | 12                                                                         | 24                                                                         | 6                                                                          | -                                                                          | -                                                                          | 2025                                                                       | 1/4 finale                                                                 |                                                                            | 1                                                                          | -                                                                          | -                                                                          | -                                                                          | -                                                                          |                                                                            |